# Списак Реноових модела
Ово jе листа возила које је произвела француска фабрика аутомобила Рено.
Реноови нови модели су обично представљани на Париском салон аутомобила који се претходних година најчешће одржаван септембра или октобра у Паризу. Отуда модели приказани на сајму 2015. дефинисани су као модели 2016.

## Аутомобили

### Рено возила по називу (1980–данас)
- Avantime (2001–2003)
- Каптур (2013–)
- Клио (1990–)
- Дастер (2011–)
- Еспас (1984–)
- Флуенс (2010–)
- Фуего (1980–1986)
- Кађар (2015-)
- Колеос (2008–2013)
- Лагуна (1993–2015)
- Латитуд (2011–)
- Логан (2004–)
- Меган (1996–)
- Medallion (1988–1989)
- Модус (2004–2012)
- Пулс (2012–)
- Родео (1970–1987)
- Сафран (1992–2000)
- Сандеро (2007–)
- Сеник (1996–)
- Sport Spider (1996-1999)
- Талисман (2012–)
- Талија (1999–)
- Твинго (1992–)
- Твизи (2012-)
- Вел Сатис (2001–2009)
- Винд (2010–2012)
- Zoe (2012-)

### Рено нумерички модели
- 3 (1961–1962)
- 4 (1961–1992)
- 5 (1972–1996)
- 6 (1968–1978)
- 7 (1974–1984)
- 8 (1962–1971)
- 9 (1982–1988)
- 10 (1962–1971)
- 11 (1982–1988)
- 12 (1969–1980)
- 14 (1976–1979)
- 15 (1971–1977)
- 16 (1965–1979)
- 17 (1971–1977)
- 18 (1978–1986)
- 19 (1988–1995)
- 20 (1975–1984)
- 21 (1986–1993)
- 25 (1984–1992)
- 30 (1976–1984)

### Рено возила после Другог светског рата до 1980 (1945–1980)
- 4CV (1947–1961)
- Каравел (1959–1968)
- Колорал, including Prairie and Savane versions (1950–1957)
- Dauphine (1956–1968)
- Dauphinoise (Break Juvaquatre) (1946–1960)
- Domaine караван - на основу Фрегате (From 1956)
- Флорида (1959–1962)
- Фрегата (1951–1960)
- Juvaquatre (1937–1950)
- Manoir estate - based on Frégate (From 1958)
- Ondine (1961–1962)
- Торино (1966–1980)

### Рено возила између два рата (1919–1939)
- 6CV (1923–1929)
- 10CV (1920–1929)
- 15CV (1925–1928)
- 18CV  (1920–1924)
- 18/22CV  (1925–1927)
- 24CV (Types PI, PZ) (1928)
- 40CV (Type JP) (1919–1923)
- 40CV (Type NM) (1924–1928)
- Celtaquatre (1934–1939)
- Monaquatre (1932–1936)
- Monasix (1927)
- Monastella (1929)
- Nerva Grand Sport (1934–1939)
- Nervahuit (Type TG1) (1930)
- Nervastella (1930–1937)
- Primaquatre (Type KZ6) (1931–1939)
- Primastella (Type PG8) (1932-1935)
- Reinasport (Type PG5) (1931)
- Reinastella (Type RM2) (1929–1933)
- Suprastella (Type RM2) (1939)
- Vivasport (1933–1938)
- Viva Grand Sport (1934–1939)
- Vivaquatre (1932–1939)
- Vivasix (Type PG1/2) (1928–1929)
- Vivasix (Type PG3) (1930)
- Vivastella (Type PG4) (1930)
- Рено GS (1920)
- Рено HF (1921)
- Рено HG (1921)
- Рено HJ (1922)
- Рено IC
- Рено IG
- Рено II (1922)
- Рено JM (1922)
- Рено JS (1922)
- Рено LS (1923)
- Рено MT (1925)
- Рено NN (Рено 6CV) (1925–1929)
- Рено KJ (1922)
- Рено KR (1923)
- Рено KZ (1924–1932)

### Рено возила пре Првог светског рата (1899–1914)
- Рено AX (1908–1914)
- 12CV
- 40CV (1908–1928)
- Taxi de la Marne (Type AG/Type AG-1) (1905–1910)
- Towncar (1912)
- Type AH/Type AM (10CV) (1905–1909)
- Type AI/Type CF/Type DQ/Type ET (35CV) (1906–1914)
- Grand Prix (1906–1908)
- Type L/Type M (1903)
- Type N(a)/Type N(b)/Type S (1903)
- Type N(c)/Type Q/Type U(a)/Type U(e) (1903–1904)
- Type R/Type T (1903–1904)
- Type U(b)/Type U(c)/Type U(d) (1904)
- Type V/Type AS (1905–1913)
- Type X/Type X-1 (1905–1908)
- Type Y (1905–1906)
- Voiturette (Type A/Type B/Type C/Type D/Type E/Type G/Type H/Type J) (1898–1903)

### Алпина-Рено
- A106
- A108
- A110
- A310
- A610/GTA

### Рено концепт возила
- Alpine A110-50 (2012)
- Altica (2006)
- Argos (1994)
- Egeus (2005)
- Be Bop (2003)
- Captur (2011)
- Citadines Ludo and Modus (1994)
- DeZir (2010)
- Ellypse (2002)
- Eolab (2014)
- Espace F1 (1995)
- Egeus (2005)
- Fiftie (1996)
- Флуенс (2004)
- Fuego Cabriolet (1982)
- Gabbiano (1983)[5]
- Initiale (1995)
- Initiale Paris (2013)
- Kangoo Break'Up (2002)
- Колеос (2000)
- Laguna Roadster (1990)[6]
- Рено Лагуна Концепт (1990)
- Меган (1988)
- Непта (2006)
- Некст
- Pangea (1997)
- Пројекат 118 (1965)
- Ракун (1993)
- R-Space (2011)
- Сеник (2007)
- Талисман (2001)
- Twin’Z (2013)
- Vel Satis (2000)
- Vesta II Concept (1987)
- Винд (2004)
- Zo (1998)
- Zoé (2005)
- Зум (1992)

## Остало

### Комби и камиони
- Рено 4 Fourgonette (1962–1992)
- Рено 50 Series (1979–1993)
- Рено Estafette (1959–1978)
- Рено Express (1984–1997)
- Рено кангу (1997–)
- Рено Kerax (1997–)
- Рено Magnum (1990–2013)
- Renault Mascott (1999–2010)
- Рено мастер (1980–)
- Рено Maxity (2007–)
- Рено Midlum
- Рено Trafic (1980–)
- Premium (1996-)
- G Range Manager
- R Range Major

### Аутобуси
- Рено SC10, initially launched by Saviem
- Рено PR100 и PR100.2
- Рено PR100.3
- Рено PR112
- Рено PR180.2 articulated bus
- Рено R212, initially launched as the CBM 220
- Рено R312, касније CityBus
- Renault Agora
- Рено Tracer
- Рено Arés
- Рено FR1